# Böhmischer Gottesacker Rixdorf

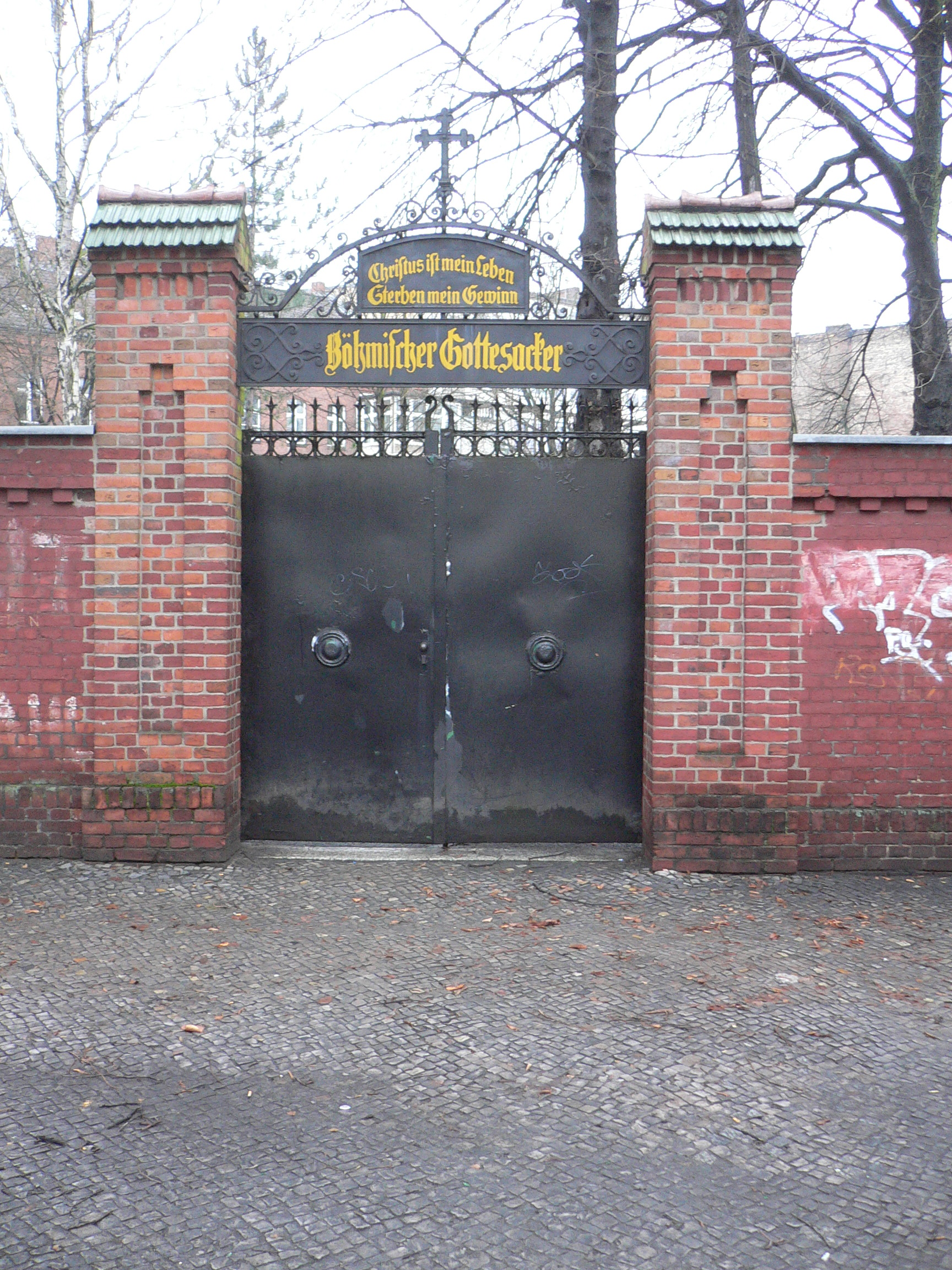
Eingang des Böhmischen Gottesackers in der Kirchhofstraße

Der Böhmische Gottesacker Rixdorf ist ein 1751 angelegter Friedhof im Ortsteil Neukölln (früher Rixdorf) am heutigen Karl-Marx-Platz in Berlin. Der Friedhof ist 5603 m² groß und wurde ursprünglich als Begräbnisplatz der evangelischen Exulanten aus Böhmen, die in ihrer Heimat aufgrund ihres Glaubens vertrieben wurden und sich hier in Böhmisch-Rixdorf mit der Erlaubnis Friedrich Wilhelms I. niederließen, gegründet. Die Exulanten und ihre Nachfahren gründeten 1747 drei böhmische Kirchengemeinden, eine, die sich der Herrnhuter Brüdergemeine anschloss (bestehend), die reformierte Bethlehemsgemeinde (bestehend) und die böhmisch-lutherische Kirchengemeinde mit der Rixdorfer Bethlehemskirche, die 2005 mit drei lutherischen Nachbargemeinden fusionierte. Noch heute stellt der Gottesacker den Friedhof der drei Gemeinden dar, der Teil der Brüdergemeine ist durch seine einheitliche und schlichte Grabgestaltung deutlich von dem Teil der Lutheraner und Reformierten unterscheidbar.

## Geschichte

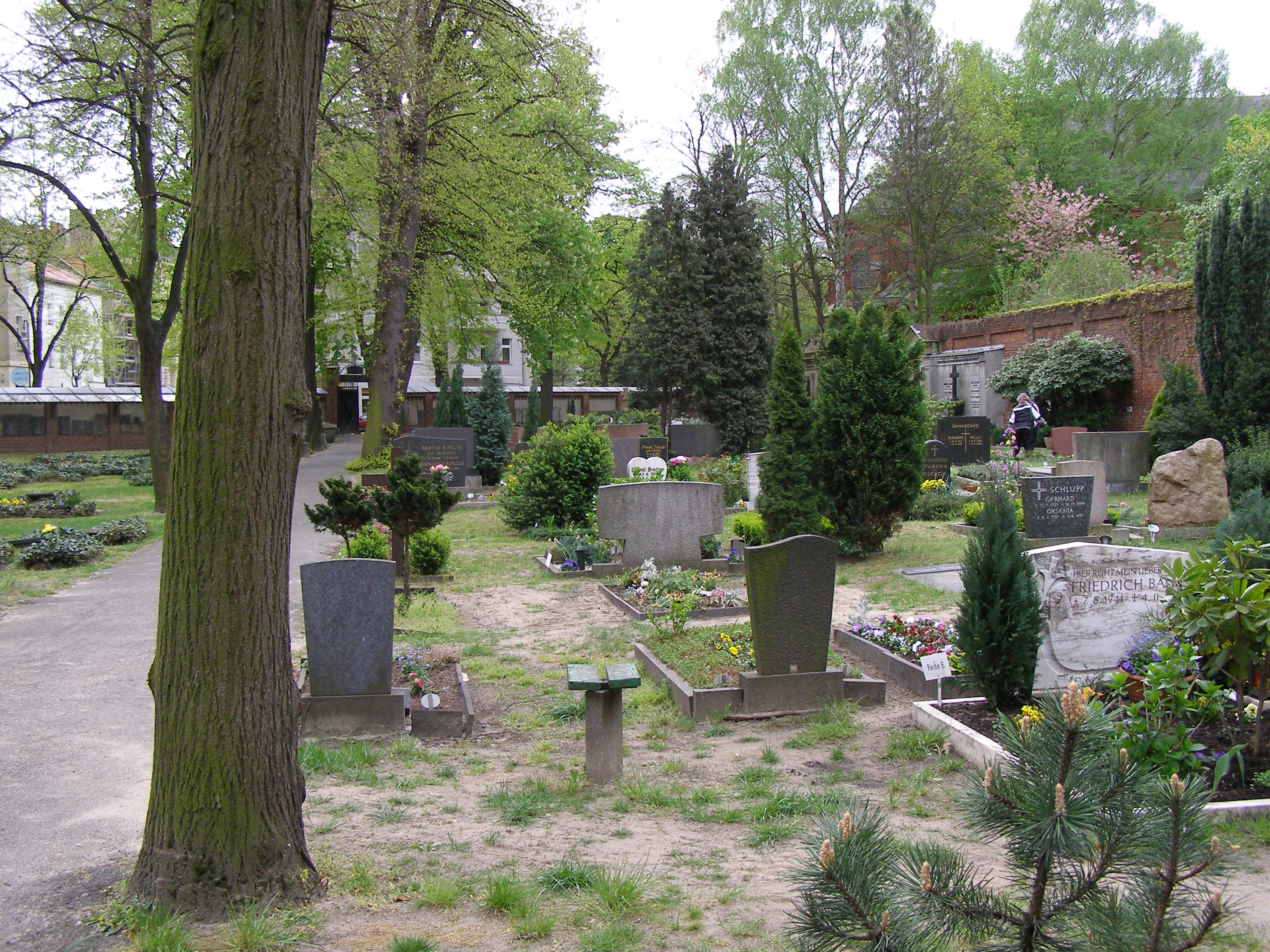
Gesamtansicht

Die böhmische Gemeinde Rixdorf war von Beginn an sehr eng verbunden mit den Herrnhuter Brüdergemeinen und entsprechend wurde auch der Friedhof in Herrnhuter Tradition mit liegenden Grabsteinen angelegt, die Bestattungen erfolgten nach Geschlechtern getrennt. Dies änderte sich mit dem Anwachsen der Gemeinde und der Zunahme reformierter und lutherischer Christen und der Friedhof wurde 1903 in drei Teile geteilt, die den einzelnen Gemeinden zustanden.
1971 wurden große Teile des Friedhofes der Brüdergemeine vor dem Halleschen Tor durch den Bau der Blücherstraße zerstört. 15 Grabplatten aus der Ziegelmauer wurden vorher zum Böhmischen Gottesacker gebracht und hier neben den bereits etwa 130 Grabplatten der östlichen Kirchhofsmauer befestigt. Unter diesen Platten befinden sich einige der ältesten Berlins, darunter die des ältesten Predigers der Brüdergemeine und späteren Bischof Andreas Grasmann. Außerdem befinden sich hier die Grabplatten für Adam Krystek und Jan Pittmann, die zu den frühesten Besiedlern gehörten, und Catharina Proskin und Jan Vitmann, deren Grabplatten bereits sehr stark verwittert waren und 1988/89 gründlich restauriert wurden. Die Entzifferungsarbeiten an letzterem, der eine tschechische Inschrift erhielt, übernahm der Prager Journalist Bohumil Kostál, der hierzu auch alte Kirchenbücher aus Böhmen nutzen musste.
Eine interessante Grabsteininschrift erhielt Johan Christian Nemetz von seinen Eltern. Er
entschlief am 23sten August 1815 in einem Alter von 22 Jahren, 6 Monaten, 3 Wochen, 2 Tagen und 3 Stunden. (Aus Hammer 2001)

## Architektur

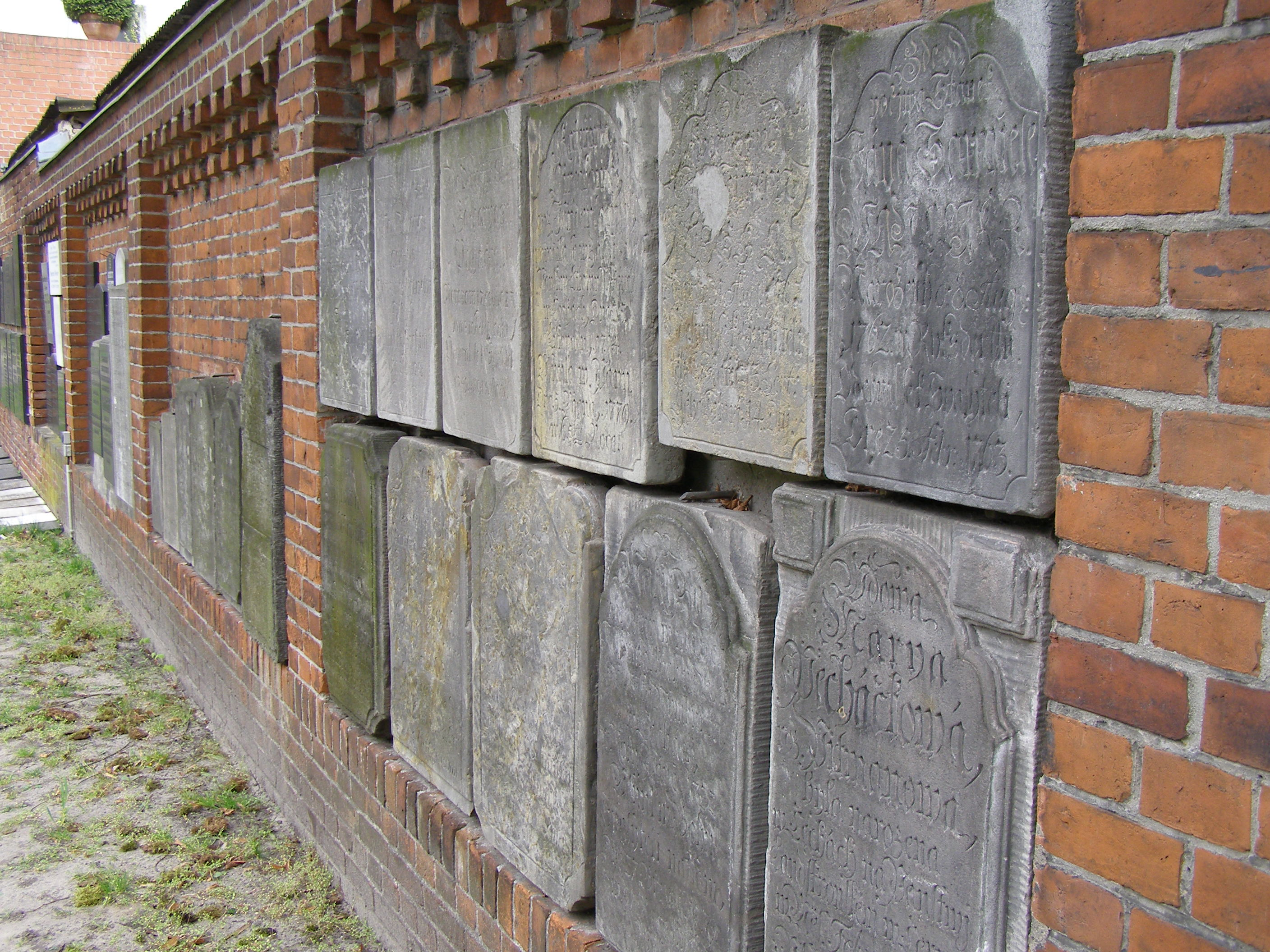
Alte Grabplatten

Der Friedhof ist geometrisch angelegt und besitzt eine von Linden und Kastanien gesäumte Hauptallee. Einen Liegeplan gibt es weder für die Bestattungen auf dem Friedhof noch für die zahlreichen Umbettungen.
Eines der Tore des böhmischen Gottesackers liegt am Karl-Marx-Platz und wirkt innerhalb der Wohnbebauung  ein wenig gepresst.  Oberhalb der mit Rosetten und Speerspitzen verzierten, grünen Torflügel befindet sich eine auffällige schmiedeeiserne Konstruktion aus einem geraden Träger mit der Aufschrift Böhmischer Gottesacker, darüber befindet sich eine bogenförmige Konstruktion mit einem krönenden Kreuz und der Aufschrift Ich weiß, dass mein Erlöser lebt. Das zweite Tor liegt in der Mitte der Friedhofsmauer entlang der Kirchhofstraße und trägt die Inschrift Cristus ist mein Leben – Sterben mein Gewinn. Die genaue Bauzeit und auch der Architekt der Tore sind nicht bekannt.
Die Kapelle wurde 1965/66 von Erich Ruhtz erbaut. Es handelt sich dabei um einen flachen und einfachen, blockartigen Ziegelbau mit kleiner offener Vorhalle. Der Hauptraum befindet sich dabei im größeren der beiden Gebäudeteile, der seitliche, deutlich kleinere Block enthält die Verwaltungsräume der Kapelle. Die andere Seite des Gebäudes ist teilweise verglast, von beiden Seiten gibt es Zugänge zum Altarraum.